# Lista do Patrimônio Mundial em Malta
A Organização das Nações Unidas para a Educação, a Ciência e a Cultura (UNESCO) propôs um plano de proteção aos bens culturais do mundo, através do Comité sobre a Proteção do Património Mundial Cultural e Natural, aprovado em 1972. Esta é uma lista do Patrimônio Mundial existente em Malta, especificamente classificada pela UNESCO e elaborada de acordo com dez principais critérios cujos pontos são julgados por especialistas na área. A República de Malta, país insular que abriga uma relevante gama de edificações históricas no Mar Mediterrâneo, ratificou a convenção em 14 de novembro de 1978, tornando seus locais históricos elegíveis para inclusão na lista.
Os primeiros sítios de Malta foram inscritos na lista do Patrimônio Mundial da UNESCO por ocasião da 4ª Sessão do Comité do Patrimônio Mundial, realizada em Paris (França) em 1980. Na ocasião, todos os atuais sítios desginados do país foram incluídos na listagem, sendo eles: Hipogeu de Ħal Saflieni, a Cidade de Valletta e Templos megalíticos de Malta. Em 1992, os templos de Ħaġar Qim, Mnajdra, Ta' Ħaġrat, Skorba e Tarxien foram acrescentados ao sítio Templos megalíticos de Malta, que sofreu novas modificações de área em 2015. Todos os sítios são classificados como bens de interesse cultural, de acordo com o determinado pelo critério de seleção da organização. 

## Bens culturais e naturais
Malta conta atualmente com os seguintes lugares declarados como Patrimônio da Humanidade pela UNESCO:
| | Hipogeu de Ħal Saflieni |
| Bem cultural inscrito em 1980. |                         |
| Localização: Paola |                         |
| Este hipogeum é uma enorme estrutura subterrânea escavada por volta de 2500 a.C., na qual blocos colossais de calcário de coral surgiram com aparelhamento ciclopeano. Provavelmente inicialmente destinado a cumprir a função de santuário, foi usado como necrópole desde os tempos pré-históricos. (UNESCO/BPI) |                         |

| | Templos megalíticos de Malta |
| Bem cultural inscrito em 1980, expandido em 1992. |                              |
| Localização: Xagħra / Qrendi / Mġarr / Tarxien |                              |
| As ilhas de Malta e Gozo abrigam um total de sete templos megalíticos com características individuais distintas. Em Gozo, os dois templos de Ggantija se destacam por suas gigantescas estruturas da Idade do Bronze. Em Malta, os templos de Hagar Qinn Mnajdra e Tarxien são obras-primas arquitetônicas únicas de sua espécie, dado os recursos extremamente limitados disponíveis para seus construtores. Os conjuntos T'Hagrat e Skorba atestam a tradição duradoura da construção de templos em Malta. (UNESCO/BPI) |                              |

| | Cidade de Valletta |
| Bem cultural inscrito em 1980. |                    |
| Localização: Ilha de Malta |                    |
| A história de La Valette, capital da República de Malta, está indissociavelmente ligada à da Ordem Militar e Hospitalar de São João de Jerusalém, também conhecida pelo nome de Ordem dos Cavaleiros de Malta. Antes de ser governada pelos cavaleiros, a cidade foi sucessivamente sob o domínio de fenícios, gregos, cartagineses, romanos, bizantinos e árabes. Concentrados em uma área de apenas 55 hectares, os 320 monumentos de La Valette fazem de seu centro histórico um dos mais densos do mundo. (UNESCO/BPI) |                    |